# 폰 노트베크가

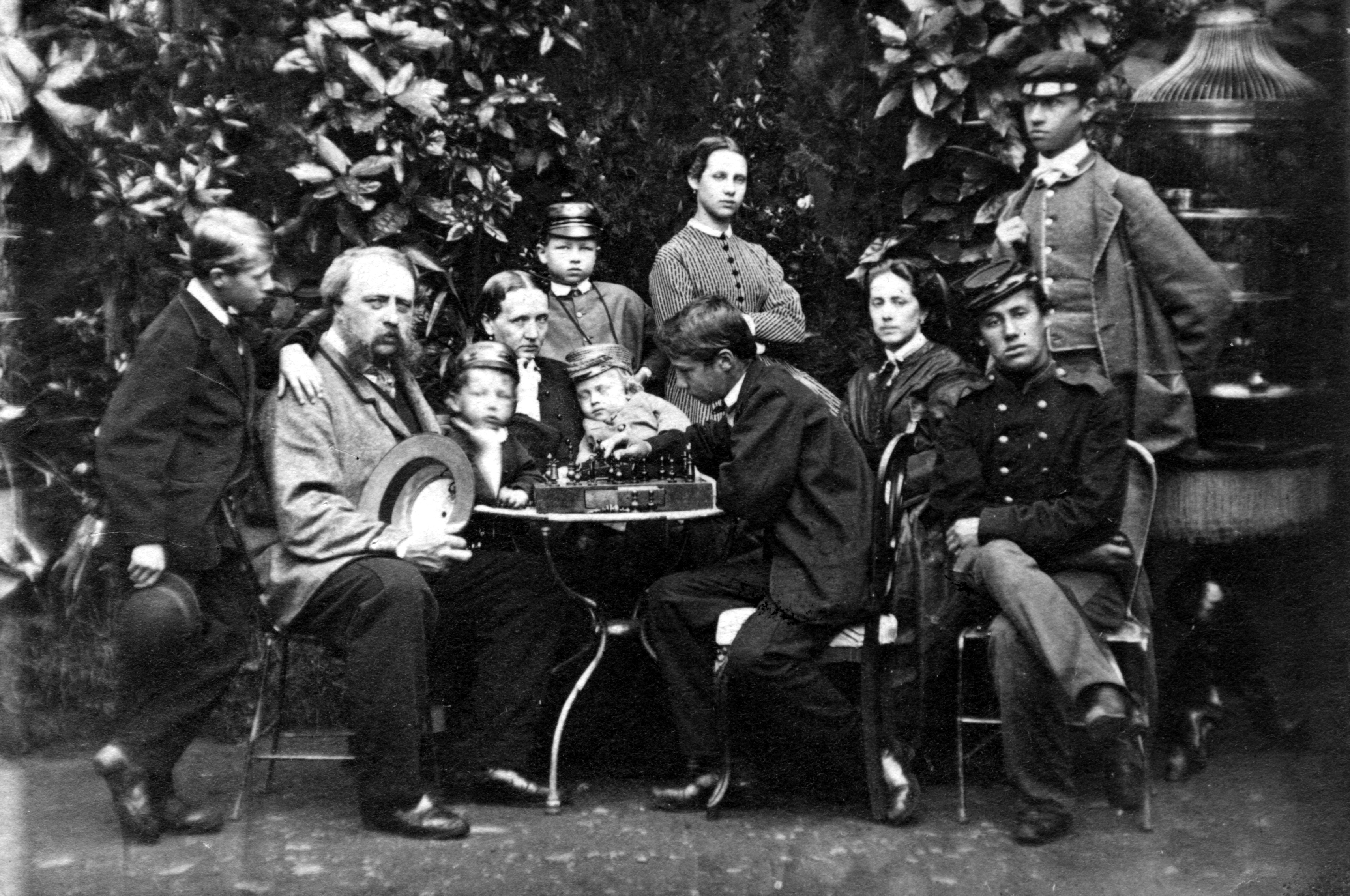
1866년 폰 노트베크가 일가족.
빌헬름 프리드리히(1850년-1928년), 빌헬름(1816년-1890년), 페터 부르크하르트(1858년-1899년), 마리 엘리제 콘스탄체(1824년-1888년), 에드바르트 알렉산더(1853년-1939년), 알렉산더 요한 페르디난트(1861년-1990년), 카를 자무엘(1848년-1904년)

폰 노트베크가(독일어: Von Nottbeck)는 핀란드의 귀족 가문이다. 발트 독일인 가문으로, 19세기에 핀레이슨 제면소의 소유주였던 것으로 유명하다.
이 가문의 기원은 불분명하다. 다만 독일 베스트팔렌 지역 출신일 것이라 추측된다. 가문의 조상이 16세기 말에 뮌스터 항소법원에서 일했고, 17세기부터에 탈린에서 살면서 독일어를 모어로 삼았다. 카를 자무엘 노트베크가 탈린에서 상트페테르부르크로 이주하여 거기서 사업가로 성공했다. 노트베크가는 1836년 제임스 핀레이슨으로부터 제면소를 구입했다. 카를 자무엘의 아들 빌헬름 노트베크는 같은 해 제면소가 소재한 탐페레로 가서 경영을 배우기 시작했고, 빌헬름은 1860년 탐페레로 이주했다. 빌헬름 노트베크는 황제 알렉산드르 2세와 연줄이 닿아 있었고, 1855년 귀족에 서임, "폰 노트베크"가 되었으며 1857년 핀란드 기사원에 의석번호 221번을 얻었다. 일부 가문 구성원들은 탈린 기사원에서도 1909년에서 1912년 사이 의석을 유지했다.
폰 노트베크가는 핀레이슨 제면소를 운영하며 제면소 주위에 노동자들을 위한 학교, 교회, 도서관, 소방서, 경찰서를 세웠고 이것이 핀레이슨 공장단지가 된다. 2014년 현재 캐나다에 빌헬름 폰 노트베크의 후손들이 살고 있다고 한다.

## 가계
- 카를 자무엘 노트베크(Carl Samuel Nottbeck: 1779년 9월 13일-1847년 8월 1일)[7]: 1836년 핀레이슨 제면소 구입

처: 샤를로테 도로테아 폰 추어 뮐렌(Charlotte Dorothea von zur Mühlen: 1791년 2월 16일-1875년 5월 19일)
슬하 7남 2녀
- 장남 카를 폰 노트베크(Carl von Nottbeck: 1811년 1월 1일-1884년 10월 6일)
- 차남 빌헬름 폰 노트베크(Wilhelm von Nottbeck: 1816년 1월 1일-1890년 3월 30일): 1847년-1890년 핀레이슨 사주

처: 마리 콘스탄체 폰 멩덴 백작영애(Marie Constance Gräfin von Mengden: 1824년 4월 11일-1888년 12월 4일)
슬하 7남
- 장남 카를 자무엘 폰 노트베크(Carl Samuel von Nottbeck: 1848년 3월 19일-1904년 11월 11일)
- 차남 빌헬름 프리드리히 폰 노트베크(Wilhelm Friedrich von Nottbeck: 1850년 3월 6일-1928년 3월 10일): 1890년-1907년 핀레이슨 사주, 1907년-1928년 핀레이슨 대표이사

처: 마리아 리디아 폰 토비젠(Maria Lydia von Tobiesen: 1851년 11월 18일-1906년 3월 21일)
슬하 2남
- 하인츠 폰 노트베크(Heinz von Nottbeck: 1887년 8월 26일-1963년 9월 28일)
- 쿠르트 알렉산더 폰 노트베크(Kurt Alexander von Nottbeck: 1891년 12월 24일-1923년 4월 22일)

처: 아나 빌헬미네 슐텐(Anna Wilhelmine Schulten: 1859년 3월 21일-??)
- 삼남 (1852년): 사산
- 사남 에드바르드 알렉산더 폰 노트베크(Edward Alexander von Nottbeck: 1853년 4월 22일-1939년 2월 14일)
- 오남 페터 부르크하르트 폰 노트베크(Peter Burchard von Nottbeck: Peter Burchard von Nottbeck: 1858년 9월 15일-1899년 5월 28일)
- 육남 알렉산더 요한 페르디난트 폰 노트베크(Alexander Johan Ferdinand von Nottbeck: 1861년 1월 9일-1900년 12월 22일)
- 칠남 에른스트 프리드리히 폰 노트베크(Ernst Friedrich von Nottbeck: 1864년 7월 13일-1885년 1월 26일)